# الكسندر كووي
الكسندر كووي (بالإنجليزية: Alexander Cowie)‏ (27 فبراير 1889 في المملكة المتحدة - 7 أبريل 1916 في العراق) هو لاعب كريكت بريطاني (وحمل سابقاً جنسية المملكة المتحدة لبريطانيا العظمى وأيرلندا). لعب مع نادي مقاطعة هامبشاير للكريكت ‏ ونادي جامعة كامبريدج للكريكيت ‏.

## وصلات خارجية
- الكسندر كووي على موقع إي آس بي آن كريك إنفو (الإنجليزية)